# Federació Universitària Democràtica Espanyola
La Federació Universitària Democràtica Espanyola (FUDE) va ser una organització estudiantil il·legal antifranquista espanyola, fundada en 1961 per membres del Partit Comunista d'Espanya (PCE), l'Agrupació Socialista Universitària i el Front d'Alliberament Popular (FLP), que va tenir com a primer objectiu combatre dins de les universitats la presència de l'organització vertical franquista, el Sindicat Espanyol Universitari (SEU).
En 1963 comptava amb implantació en nou dels dotze districtes universitaris i va aconseguir el seu moment de major implantació en 1965, coincidint amb la desaparició del SEU. No obstant això, l'extensió de la seva activitat va servir com a element per tractar d'ampliar el nombre d'estudiants universitaris que s'unissin a les organitzacions antifranquistes, i des de posicions socialistes es va incentivar la creació del Sindicat Democràtic d'Estudiants, la qual cosa va influir en una pèrdua de protagonisme de la FUDE. En 1967, el Partit Comunista va abandonar la FUDE (ja ho havien fet l'any anterior les organitzacions socialistes de l'interior) i va destinar tots els seus esforços al Sindicat Democràtic, amb el que les restes de la Federació Universitària van quedar en mans del Partit Comunista d'Espanya (marxista-leninista), organització creada com a escissió comunista en 1964.
En 1968 l'organització va desaparèixer, enfortint-se la secció estudiantil de Comissions Obreres, llavors en els seus inicis després d'abandonar el PCE l'Oposició Sindical Obrera creada pocs anys abans.